# Michael Trost
Johann Michael Trost (* 19. Juli 1783 in Nürnberg; † 2. März 1856 ebenda) war ein deutscher Glas-, Öl- und Dosenmaler sowie Zeichner.

## Leben
Michael Trost war der Sohn des Porzellan- und Glasmalers Johann Balthasar Trost und Enkel des Porzellanmalers Johann Martin Trost. Aus der 1808 geschlossenen Ehe mit Maria Hedwig Rötter († 1838) gingen der Maler Wilhelm Friedrich Trost und der Dosenmaler Ferdinand Eduard Trost hervor, aus der Linie von Wilhelm Friedrich wiederum die Maler Friedrich Trost der Ältere und der Jüngere.
Als Glasmaler arbeitete Michael Trost unter anderem am Regensburger Dom. Ab 1822 arbeitete er in Nürnberg als Öl- und Dosenmaler. An den Folgen eines Unfalls starb er im Heilig-Geist-Spital. Noch heute werden seine Bilder gehandelt.